# رايموند بيل
رايموند بيل (بالفرنسية: Raymond Belle)‏ هو رجل إطفاء فرنسي، ولد في 3 أكتوبر 1939 في فيتنام، وتوفي في 1 ديسمبر 1999 في فرنسا. يعتبر من أسلاف حركة باركور.

## الحياة
ولد ريموند بيل فيما كان يعرف آنذاك بالهند الصينية الفرنسية، والآن فيتنام. توفي والده في الحرب الهندوصينية الأولى وفي عام 1954 انفصل عن والدته بسبب تقسيم فيتنام. تم قبول بيل من قبل الجيش الفرنسي في دا لات وتلقى التعليم والتدريب العسكري هناك بينما كان لا يزال في المدرسة. جرب تقنيات الهروب الفعالة في سن الثانية عشرة مع أصدقائه من أجل زيادة فرصه في البقاء حيا أثناء الحرب في وطنه. 
تعلم بيل التغلب على العقبات الطبيعية بفعالية وسرعة من كتاب الأسلوب الطبيعي Méthode Naturelle لجورج إيبرت. واستنادًا إلى طريقة إيبرت، طور أسلوب "le parcours"، وهو نوع من الحركة للانتقال بسرعة من نقطة إلى أخرى.  طور ابنه ديفيد بيل طريقة التنقل هذه في المناطق الحضرية. 
أعيد بيل إلى فرنسا مع نهاية معركة ديان بيان فو، حيث أكمل تدريبه العسكري في عام 1958. قادته لياقته البدنية واستعداده للمساعدة إلى الانضمام إلى وحدة الإطفاء في باريس في سن التاسعة عشرة.  وانضم لاحقا إلى وحدة النخبة في قسم الإطفاء. في عام 1962 تم تكريمه لإنجازاته البارزة في مكافحة الحرائق. وفي عام 1969 أزال علم الفيت كونغ من أعلى كاتدرائية نوتردام. حصل على ميدالية برونزية للشرف في عام 1969.  ترك بيل الخدمة برتبة رقيب في عام 1975 وتوفي في ديسمبر 1999. 